# Назия (Путиловское сельское поселение)
На́зия — посёлок при станции в Путиловском сельском поселении Кировского района Ленинградской области рядом с одноимённой железнодорожной станцией.

## История
В 1917 году станция Назия входила в состав Путиловской волости Шлиссельбургского уезда.
С 1918 по 1921 год — в состав Килозовского сельсовета Лукинской волости. С 1918 по 1922 год станция Назия была административным центром Марковской волости Шлиссельбургского уезда, затем её территория вошла в состав Пореченской волости.
С 1922 года вновь в составе Путиловской волости.
С 1923 года в составе Ленинградского уезда.
С 1924 года в состав Марковского сельсовета.
Согласно данным переписи населения СССР 1926 года на станции Назия проживали 38 человек — большинство русские, а также литовцы.
С февраля 1927 года в составе Мгинской волости, с августа 1927 года в составе Мгинского района.
По данным 1933 года посёлок при станции Назия входил в состав Марковского финского национального сельсовета Мгинского района.
- План посёлка при станции Назия. 1941 год

Согласно топографической карте РККА 1941 года посёлок насчитывал 41 двор.
С 1954 года в составе Путиловского сельсовета.
С 1960 года в составе Волховского района.
В 1961 году население посёлка при станции Назия составляло 422 человека.
По данным 1966 и 1973 годов посёлок Назия также находился в подчинении Путиловского сельсовета Волховского района.
По данным 1990 года посёлок Назия входил в состав Путиловского сельсовета Кировского района.
В 1997 году в посёлке Назия Путиловской волости проживал 161 человек, в 2002 году — 134 человека (русские — 82 %).
В 2007 году в посёлке Назия Путиловского СП — 106.

## География
Посёлок расположен в центральной части района у железнодорожной линии Мга — Волховстрой I.
Через посёлок проходит автодорога 41К-127 (Шлиссельбург — Назия), соединяющая автомагистраль Р21 (E 105) «Кола» (Санкт-Петербург — Петрозаводск — Мурманск) с крупными садоводствами к югу от железнодорожной станции Назия.
Расстояние до административного центра поселения — 8 км.
Через посёлок протекает река Кянга.

## Демография
| 2007 | 2010 | 2017 |
| ---- | ---- | ---- |
| 106  | ↗255 | ↘140 |

## Улицы
Берёзовый переулок, Вокзальная, Железнодорожная, Заречная, Зелёная, Комсомольская, Лесной переулок, Новая, Средняя, Центральная, Школьный переулок, Электроток.